# William Hillhouse
William Hillhouse FLS (Bedford, 17 de diciembre de 1850 - Malvern, 27 de enero de 1910) fue un taxónomo, y botánico británico; primer profesor de botánica en la Universidad de Birmingham (1882-1909).

## Biografía
Aborigen de Bedford, hijo de John Paton Hillhouse. Fue educado en la Bedford Modern School, y en la Trinity College, Cambridge. Fue cofundador de la Sociedad de Historia Natural de Bedfordshire (1875), curador asistente del Herbario de Cambridge (1878–82), cofundador y coeditor del Cambridge Review (1879) y también se desempeñó como Presidente de la Sociedad Botánica y de Horticultura de Birmingham.

## Algunas publicaciones
- 1885. The Botanical Books. Reimpreso de Kessinger Publ. 2010, 28 p. ISBN 1162175532, ISBN 9781162175539 . V. 5 de Birm. reference libr. lect. Reimpreso de Nabu Press, 2012, 50 p. ISBN 1277024804, ISBN 9781277024807

### Coediciones
- Midland Naturalist de 1887 a 1894

## Reconocimientos
- 1876: Sociedad Linneana de Londres
- Primer profesor de botánica de la Universidad de Birmingham

## Eponimia
Especies
- (Berberidaceae) Berberis hibberdiana Ahrendt[5]
- (Nepenthaceae) Nepenthes × hibberdii Williams[6]
- La abreviatura «Hillh.» se emplea para indicar a William Hillhouse como autoridad en la descripción y clasificación científica de los vegetales.[7]